# 江苏省宜兴紫砂工艺厂
江苏省宜兴紫砂工艺厂，俗称老一厂，是位于中国江苏省宜兴市丁蜀镇的一家紫砂陶生产企业，有紫砂业的“黄埔军校”之称。

## 历史
宜兴紫砂工艺厂的前身为1955年由成立的蜀山陶业生产合作社。裴石民、吴云根、朱可心、任淦庭、王寅春、蒋蓉、顾景舟七位紫砂艺人出任技术辅导员，招收艺徒61人。1958年，蜀山陶业生产合作社与国营宜兴合新陶瓷厂以及上袁、潜洛28家紫砂手工业户合并，宜兴紫砂工艺厂正式成立。1959年赴宜城镇开办西氿紫砂厂，但因适逢大跃进，不久后关闭。1966年，工厂成立中心试验室。文化大革命爆发后，紫砂壶被列为“四旧”，工厂被迫转产工业陶器。1970年紫砂生产逐渐恢复。1973年，工厂添置真空练泥机，并新建54米紫砂隧道窑，扩建中心试验室。1980年建立紫砂特艺班，由顾景舟根据香港收藏家罗桂祥供样复制历史名作，为学员上课。同一时期，工厂开始采用“ 方圆牌” 注册商标。此后随着宜兴紫矿工艺二厂、三厂、四厂等相继成立，宜兴紫砂工艺厂有了“老一厂”的称呼。
1997年，宜兴紫砂工艺厂结束国营时代，改制为民营。2002年实行体制改革、资产重组，成立了股份制的宜兴方圆紫砂工艺有限公司，同时保留宜兴紫砂工艺厂。2003年成为无锡市首批“老字号”企业，“方圆牌”商标则荣获中国驰名商标称号。